# Circuito urbano di Valencia

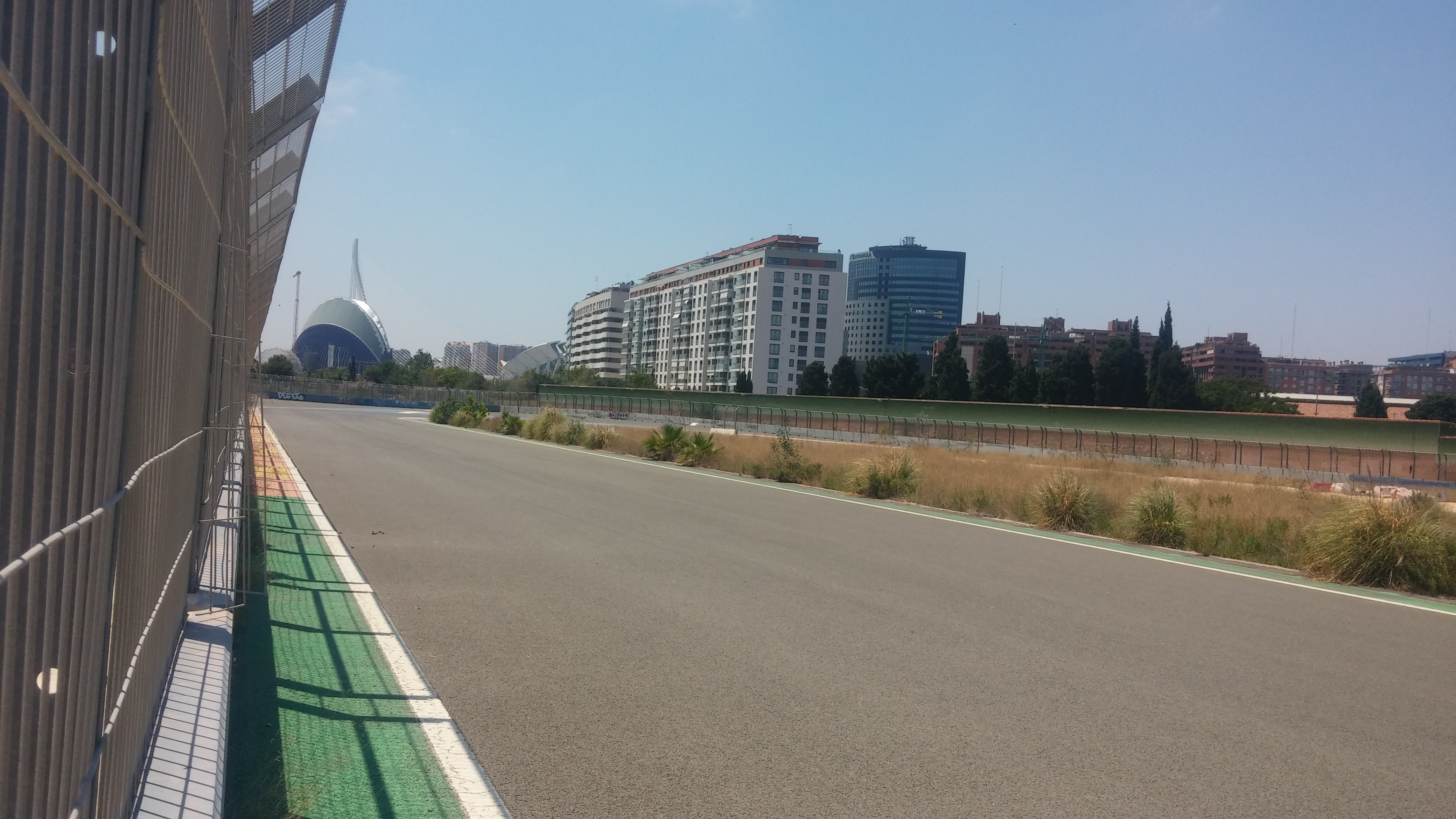
Tratto del Circuito urbano di Valencia, in stato di abbandono, 2018

Il circuito urbano di Valencia è un circuito cittadino progettato dall'architetto tedesco Hermann Tilke. Realizzato nell'area del porto della città spagnola impiegata per la America's Cup 2007, dal 2008 al 2012 ha ospitato il Gran Premio d'Europa di Formula 1. Dopo quest'ultima edizione il circuito è caduto in uno stato di progressivo abbandono.

## Storia
Gli amministratori cittadini hanno in origine siglato un contratto con Bernie Ecclestone che permette lo svolgimento del Gran Premio per sette anni. Per l'occasione è stato previsto l'allestimento di tribune in grado di accogliere 100 000 spettatori. La mappa del tracciato è stata resa nota dal Consigliere per le Infrastrutture e i Trasporti della Comunità Valenzana, Mario Flores, il 19 luglio 2007. Lungo 5,419 chilometri, si compone di 25 curve, di cui 11 a destra e 14 a sinistra. Il circuito si caratterizza inoltre per l'impiego di un ponte mobile architettato da Santiago Calatrava.
Per il Gran Premio d'Europa 2009, in seguito alle richiesta fatte dai piloti nel corso dell'anno precedente, il circuito è stato modificato in taluni punti per renderlo più sicuro. Si è agito soprattutto sull'uscita dalla corsia dei box eliminando il muro che la separava con la pista. Sono stati modificati i cordoli nelle curve 3, 5 e 10; in più sono stati messi due tappeti di erba sintetica alle uscite delle curve 10 e 14.

Il 23 novembre 2010, il quotidiano spagnolo El Periódico aveva annunciato che la città di Valencia non era più disposta a pagare le spese annuali per l'organizzazione del Gran Premio. Il contratto con la FOM prevede che il Gran Premio sia assicurato fino al 2014, ma Francisco Camps, il presidente della Comunità Valenzana aveva sottolineato come le spese annuali per il Gran Premio ammontassero a 48 milioni di euro, mentre gli incassi fossero pari solo a 10 milioni, e di come gli spettatori fossero passati dai 112 000 del 2008 ai 75 000 nel 2010. Le possibilità di chiudere anzitempo il contratto vennero però escluse da Ecclestone; Valencia avrebbe potuto liberarsi del Gran Premio solo proponendo un'alternativa, tanto che vennero intavolate delle discussioni sia con il circuito di Portimão, in Portogallo, che col circuito d'Alcañiz in Aragona. Pochi giorni dopo le dichiarazioni Francisco Camps, Paula Sánchez de León, portavoce del governo valenciano, affermò che non vi fossero in vista delle modifiche in merito alla tenuta della gara e di come il contratto sarebbe stato rispettato almeno fino alla scadenza naturale. La presenza del Gran Premio a Valencia è stata successivamente messa in dubbio dallo stesso Ecclestone sia per la poca spettacolarità del tracciato che per la presenza in Spagna di un altro Gran Premio. Ecclestone ha spesso affermato che lo stesso Paese non può ospitare due Gran Premi nella stessa stagione. Jorge Martínez Aspar, organizzatore del Gran Premio a Valencia, ha affermato di essere fiducioso sul mantenimento della gara: 
 È appoggiato in questo dal presidente della Federazione Spagnola Carlos Gracia, che ha assicurato la permanenza di due gare nel suo Paese: 
Nel marzo 2012, Ecclestone aveva annunciato un accordo con gli organizzatori del Gran Premio di Spagna affinché dal 2013 la gara venisse disputata, in anni alterni, sul circuito di Catalogna e su quello di Valencia, in precedenza sede del Gran Premio d'Europa dal 2008 al 2012, alternanza smentita però successivamente dai dirigenti del circuito di Catalogna. Dopo che il tracciato di Barcellona ha ospitato la gara nel 2013, quella del 2014 avrebbe dovuto disputarsi a Valencia. Tuttavia, a causa delle difficoltà finanziarie degli organizzatori valenciani, la gara iberica rimarrà sul tracciato catalano. L'ultima edizione corsa rimane così quella del 2012, che vide, tra le altre cose, l'ultimo podio in carriera per Michael Schumacher.
Il circuito, complice anche la crisi economica, si trova oggi in stato di abbandono ed è stato parzialmente saccheggiato delle sue componenti elettriche.

## Albo d'oro della Formula 1
| Anno | Pilota             | Scuderia |
| ---- | ------------------ | -------- |
| 2008 | Felipe Massa       | Ferrari  |
| 2009 | Rubens Barrichello | Brawn    |
| 2010 | Sebastian Vettel   | Red Bull |
| 2011 | Sebastian Vettel   | Red Bull |
| 2012 | Fernando Alonso    | Ferrari  |

### Vittorie per pilota
| Vittorie | Pilota             | Anno(i)/vettura               |
| -------- | ------------------ | ----------------------------- |
| 2        | Sebastian Vettel   | 2010/Red Bull - 2011/Red Bull |
| 1        | Felipe Massa       | 2008/Ferrari                  |
| 1        | Rubens Barrichello | 2009/Brawn                    |
| 1        | Fernando Alonso    | 2012/Ferrari                  |

### Vittorie per scuderia
| Vittorie | Scuderia | Anno(i)/pilota                                |
| -------- | -------- | --------------------------------------------- |
| 2        | Ferrari  | 2008/Felipe Massa - 2012/Fernando Alonso      |
| 2        | Red Bull | 2010/Sebastian Vettel - 2011/Sebastian Vettel |
| 1        | Brawn    | 2009/Rubens Barrichello                       |